# Проскурин, Сергей Геннадьевич
Серге́й Генна́дьевич Проскурин (род. 8 февраля 1963, Новосибирск, Россия) — советский и российский лингвист, педагог. Специалист в области семиотики, германистки, древнеанглийского языка, культурологии, индоевропейских языков.
Работал в тесном сотрудничестве с академиком АН СССР и РАН Ю. С. Степановым и с первым профессором факультета романо-германской филологии КемГУ, известным филологом-германистом, одним из крупнейших специалистов в области исторического языкознания Н. В. Феоктистовой.
Вместе с Н. Н. Казанским, Б. П. Нарумовым, О. М. Савельевой, Н. Л. Сухачевым участвовал в переводе с французского на русский «Словаря индоевропейских социальных терминов» Э. Бенвениста.

## Биография
Родился в 1963 году в Новосибирске. В 1985 году окончил с красным дипломом Кемеровский государственный университет по специальности «Английский язык и литература», получил квалификацию «филолог, преподаватель английского языка, переводчик».
В 1990 году в Институте языкознания РАН (г. Москва) под руководством Н. В. Феоктистовой защитил кандидатскую диссертацию на тему: «Древнеанглийская пространственная лексика концептуализированных областей», в 1999 г. в том же институте защитил докторскую диссертацию на тему: «Концептуальные системы в индоевропейском языке и культуре», специальности 10.02.04 — германские языки, 10.02.19 — общее языкознание, социолингвистика, психолингвистика.
Занимается проблемами индоевропейских языков и культур. Имеет большой опыт преподавания, работал в Кемеровском государственном университете, Новосибирском государственном педагогическом университете, Томском политехническом университете, Кемеровском технологическом университете, Московском государственном лингвистическом университете (ранее — Московский государственный педагогический институт иностранных языков имени Мориса Тореза) и др.
Сергеем Геннадьевичем опубликована серия статей в ведущих исследовательских журналах и сборниках научных трудов, как отечественных, так и зарубежных, в том числе, в журналах «Semiotica», «Вопросы языкознания», «Критика и семиотика» и др.
Основные места работы на данный момент — Новосибирский национальный исследовательский государственный университет, Новосибирский государственный технический университет.
С. Г. Проскурин стоит у истоков открытия магистратуры «Германская филология и семиотика» в Новосибирском национальном исследовательском государственном университете.

## Научная школа
Сергей Геннадьевич является учеником академика С. Ю. Степанова и доктора филологических наук Н. В. Феоктистовой. В свою очередь, сам Сергей Геннадьевич является руководителем научной школы. В период с 2006 по 2016 под его руководством успешно защитились одиннадцать аспирантов: по специальности 10.02.04 — германские языки — Л. А. Харламова, О. В. Хоцкина, А. К. Тарабакина, М.А Ивлева, А. Л. Елсакова, А. С. Центнер, А. В. Проскурина, Е. В. Соснин, А. С. Комкова; по специальности 10.02.20 — сравнительно-историческое, типологическое и сопоставительное языкознание — С. Н. Слепухин, А. А. Соснина.

## Лаборатория семиотики и знаковых систем
Сергей Геннадьевич руководит лабораторией и принимает деятельное участие в её работе. В лаборатории особое внимание уделяется междисциплинарной теории знака, а также лингвосемиотике, семиотике культуры и семиотике права. Интердисциплинарная база семиотических исследований делает их результаты релевантными для широкого круга специалистов как в России, так и за рубежом. Работа ученых координируется такими организациями, как Международная ассоциация семиотических исследований, Королевское общество Канады, Семиотическое общество Америки и др.
Партнеры лаборатории: Институт языкознания Российской академии наук; Wright State University; University of Toronto (Canada); University of St. Thomas (USA).

## Основные труды

### Монографии
- Essays in Contemporary Semiotics: монография / С. Г. Проскурин. — Toronto, LEGAS, 2010. — 99 с.
- К предыстории письменной культуры. Архаическая семиотика индоевропейцев: монография / С. Г. Проскурин. — Новосибирск: изд-во НГУ, 2009. — 204 с.
- Семиотика концептов. Вечные индоевропейские темы: вера, надежда, любовь: монография. — Новосибирск: Изд-во НГАСУ (Сибстрин), 2008. — 212 с.
- Очерки исторического мира индоевропейцев: концептуальные структуры, коды и тексты: монография / С. Г. Проскурин; Рос. акад. наук. Ин-т языкознания, Сиб. независимый ун-т. — Новосибирск: [б. и.], 1998. — 135 с.
- Семиотика индоевропейской культуры. История языка: концептуальные системы в индоевроп. яз. и культуре. Пробл. «коды» и «тексты». — Сиб. независимый ун-т. — Новосибирск: [б. и.], 1998. — 244 с.
- Семиотика индоевропейской культуры: монография. — Новосибирск, СО РАН, 2006. — 250 с.
- Жизнь и карьера Сергея Проскурина. — Новосибирск, 2016. — 25 с

### Коллективные монографии, научные сборники (составитель, редактор)
- Константы мировой культуры: алфавиты и алфавитные тексты в периоды двоеверия / Ю. С. Степанов, С. Г. Проскурин; Рос. акад. наук. Ин-т языкознания. Моск. гос. лингвист. ун-т. — Москва: Наука, 1993. — 157 с.
- Общество сетевых структур: монография / [М. В. Ромм, Т. А. Ромм, С. Г. Проскурин, И. А. Вальдман, Ю. В. Бельская, В. В. Дегтярева, И. А. Литвинова, Е. А. Шенцева, Т. В. Каукенова; под ред. М. В. Ромма, И. А. Вальдмана] ; Новосиб. гос. техн. ун-т, Фак. гуманитар. образования. — Новосибирск: Изд-во НГТУ, 2011. — 325, [1] с.
- Семиотика концептов. Вечные индоевропейские темы: вера, надежда, любовь: монография / Л. А. Харламова, С. Г. Проскурин. — Новосибирск, изд-во НГАСУ, 2008. — 209 с.
- Философия языка: в границах и вне границ / Ю. С. Степанов, С. Г. Проскурин, П. Серио, Н. А. Луценко. — Харьков: Око. — (Международная серия монографий). — [Т.] 1. — 186 с.
- Концептология: опыт исследования: сб. науч. тр. / Федер. агентство по образованию, Новосиб. гос. ун-т, Фак. иностр. яз., Каф. истории и типологии яз. и культур; [науч. редакторы С. Г. Проскурин, Е. В. Ковган]. — Новосибирск: НГУ, 2006. — 83 с.
- Концептуальная лингвистика. Опыт исследования II: сб. науч. тр. / Федер. агентство по образованию, Новосиб. гос. ун-т, Фак. иностр. яз., Каф. истории и типологии яз. и культур; [науч. ред. С. Г. Проскурин, Е. В. Ковган].
- Культурные трансферы: проблемы кодов: монография / под ред. С. Г. Проскурина; Новосиб. гос. ун-т. — Новосибирск: РИЦ НГУ, 2015. — 224 с. — 150 экз. — ISBN 978-5-4437-0398-5.
- Язык и культура: сборник материалов IV Международной научно-практической конференции, Новосибирск, 21 февраля 2013 г. / под общ. ред. С. Г. Проскурина. — Новосибирск: ЦРНС, 2013. — 195 с.
- Язык и культура: сборник материалов II международной научно-практической конференции, г. Новосибирск, 29 октября 2012 г. / под общ. ред. С. Г. Проскурина. — Новосибирск. ЦРНС, 2012. — 283 с.

### Учебники, учебные пособия и материалы
- К предыстории письменной культуры: архаическая семиотика индоевропейцев: материалы к курсу «Древнегерманская культура и письменность» / С. Г. Проскурин, А. С. Центнер; Федер. агентство по образованию, Новосиб. гос. ун-т. — Новосибирск: НГУ, 2009. — 195 с.
- Курс семиотики. Язык, культура, право: учебное пособие / С. Г. Проскурин; М-во образования и науки РФ, Новосиб. гос. ун-т, юрид. фак., фак. иностр. яз. — Новосибирск: НГУ, 2013. — 225 с. (Учебники Новосибирского национального исследовательского государственного университета / М-во образования и науки РФ).
- Семиотика концептов: учеб. пособие / С. Г. Проскурин, Л. А. Харламова; Федер. агентство по образованию и др. — Новосибирск: Новосиб. гос. университет, 2007. — 193 с.

### Избранные статьи
- Proskurin S. Early biblical semiotics in Britain / S. Proskurin // Semiotics 2014: the semiotics of paradox. — Toronto: Legas, 2015. — P. 539—542 — ISBN 978-1-897493-58-8.
- Proskurin S.G. Semiotics and the ABC Principle / S. G. Proskurin // Semiotics 2013: why semiotics? / eds.: J. Pelkey, L. G. Sbrocchi. — Legas Publ., 2014. — P. 67-80.
- Proskurin S. Semiotics of matrices which preserve non-genetic data. / С. Г. Проскурин // Semiotics of matrices which preserve non-genetic data/ S.G. Proskurin — Semiotica. — N 4. — Netherlands, 2009.
- Proskurin S. To the question of a topical network of language and culture / S. G. Proskurin // Semiotics 2012: semiotics and the new media: proc. of the 37 annul meet. — Ottawa, Canada, 1-4 Nov. 2012. — Ottawa: Legas, 2013. — P. 125—132.
- Proskurin S. Topical Networks of Language and Culture / С. Г. Проскурин // Semiotics and New Media. 37-th Annual Meeting of the Semiotic Society of America, Westin Harbour Castle. — Toronto, Canada. — November 1-4, 2012.
- Проскурин С. Г. О значениях «правый-левый» в свете древнегерманской лингвокультурной традиции // Вопросы языкознания. — 1990. — № 5. — С. 37-49
- Жанр тулы в аспекте передачи информации (на материале рукописей «Англосаксонской хроники» и древнеанглийской поэмы «Видсид») / С. Г. Проскурин, А. В. Проскурина // Филологические науки. Вопросы теории и практики. — 2014. — № 7-2. — C. 164—167.
- Проскурин С. Г. Индоевропейские ритуалы и право. К вопросу о сетевом характере международного права / С. Г. Проскурин // Критика и семиотика. 2009. № 13. С. 102—111.
- Проскурин С. Г. Историко-культурные основания понимания человека. От пляшущего тростника к тростнику мыслящему = Historical and cultural premises of understanding of man. From a dancing reed to a thinking reed / С. Г. Проскурин // Идеи и идеалы. — 2015. — Т. 1, № 3 (25). — С. 65-71.
- Проскурин С. Г. К вопросу о сетевом характере международного права / С. Г. Проскурин // Критика и семиотика. — Новосибирск: изд-во НГУ, 2009. — С. 112—120.
- Проскурин С. Г. К вопросу перевода Библии на народные языки Европы: английская традиция = To the question of Bible translation into the peoples’ languages of Europe: English tradition / С. Г. Проскурин // Критика и семиотика. — 2014. — № 2. — С. 247—253.
- Проскурин С. Г. Книга Майкла Байерса «Международное право и Арктика» // Идеи и идеалы. — 2015. — Т. 2, № 1 (23). — С. 156—158.
- Проскурин С. Г. Криптотип. Семиотические подходы к неявной грамматике / С. Г. Проскурин, О. М. Орехова // Критика и семиотика. — 2013 . — № 1 (18). — С. 54-64.
- Проскурин С. Г. Принципы репликации культурной информации // Критика и семиотика = Critique and Semiotics. — 2015. — № 2. — С. 51-64. — Работа выполнена: За счет гранта Российского научного фонда (проект № 14-28-00130) в Институте языкознания РАН.
- Проскурин С. Г. The role of matrices in preserving non-genetic data / С. Г. Проскурин // Semiotica. Volume 2010, Issue 182, Pages 397—408.
- Проскурин С. Г., Проскурина А. В. Коммуникативное расширение формулы = The communicative extension of a formula /, С. Г. Проскурин, А. В. Проскурина // European Social Science Journal = Европейский журнал социальных наук. — 2014. — № 8 — 1 (47). — С. 252—257.
- Проскурин С. Г. Семиотика и письменные системы // Критика и семиотика. — 2013. — № 2/19. — С. 7-13.
- Проскурин С. Г. Семиотический метод: к вопросу об индоевропейской семиотике // Вестник НГУ. Серия: лингвистика и межкультурная коммуникация. — Новосибирск: изд-во НГУ. — 2007. — С.63-73. — 155 с.
- Проскурин С. Г., Проскурина А. В. Формулы и клише «Англосаксонских хроник» = Formulae and cliché of the anglo-saxon chronicle / С. Г. Проскурин, А. В. Проскурина // Вестник Новосибирского государственного университета. Серия: Лингвистика и межкультурная коммуникация. — 2014. — Т. 12, № 2. — С. 66-69.
- Проскурин С. Г. Язык и сетевой принцип // Сибирский филологический журнал. — 2010. — № 1. — Новосибирск: НГУ, 2010. — С. 173—178.